# Patterson (Georgia)
Patterson – miasto w Stanach Zjednoczonych, w stanie Georgia, w hrabstwie Pierce.